# 新聞
新聞（、英: newspaper）は、社会情勢一般（ニュース）または特定分野の出来事を報じ、対象とする層の中で広く読まれることを前提に定期刊行される紙媒体である。

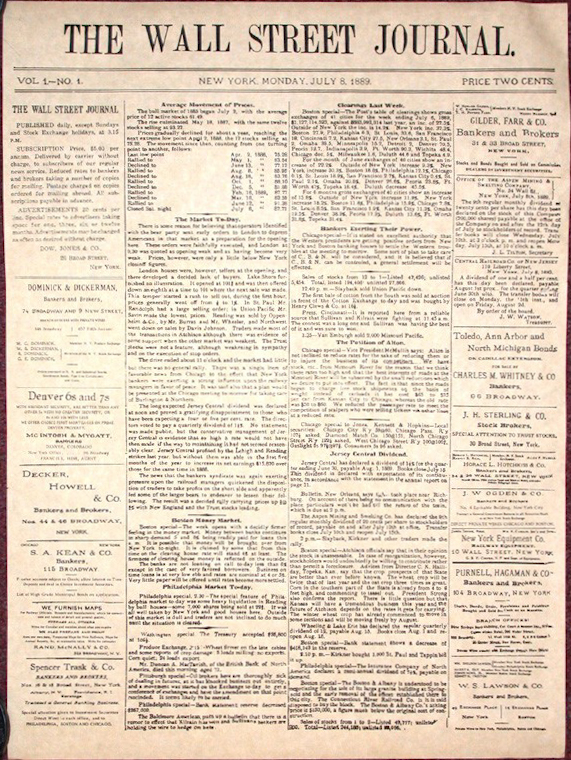
ウォール・ストリート・ジャーナル創刊号の1面

新聞紙と呼ばれる低質の紙に印刷し、折り畳んだ状態で発売される。

## 概説
新聞は世界規模の出来事から国内外、地域内、さらにはコミュニティの内部などの情報伝達手段としてさまざまなものが発行されている。その中でも新聞社と呼ばれる新聞・報道を専門とした会社組織・報道機関が発行する新聞は情報の影響する範囲が広範囲であり、影響力は発行部数にほぼ比例する。小さなコミュニティの内部にも存在する場合があり、たとえば学校のクラス・部活動などで発行する学級新聞や学生新聞、地域で発行する地域広報などがある。新聞はテレビ・ラジオ・雑誌とともにマスコミ四媒体とされ、代表的なマスメディアのうちのひとつとされている。
新聞は、取り扱う範囲内でさまざまな情報を盛り込むことを特徴としており、その対象層の中で広く読まれることや逐次性・速報性が重視されている。情報の伝達を使命としている点で、同じ紙メディアでもそれ自体が強い個性を持つ書籍や雑誌とは大きく異なる。そのため、使われる紙の質は悪く保存性が低い。
ラジオ・テレビ放送やインターネットが発達した現代社会においては速報性で優位に立てず低迷傾向にありながらも、利用者にとって取り扱いが簡便であることや共有性の高さなどから依然情報メディアとしての地位は揺らいでおらず、多くの人々にとって安価で多様な情報を入手するための有力手段の一つとして今なお存在感を保っており、おおむねどの国でもある程度の規模の都市であれば鉄道駅や商店・街頭で販売または掲示されている様子を見られる。

## 分類
新聞は、刊行間隔・配布地域・内容などでさまざまな種類に分類される。

### 刊行間隔
刊行間隔の分類では、もっとも一般的なものは毎日刊行される日刊紙である。日刊紙はさらに発行される時間帯によって朝刊紙と夕刊紙に分かれるが、日本のように多くの新聞社が朝刊と夕刊をともに発行している国も存在する。ただし日本においても朝刊や夕刊のみの新聞は存在し、また経営難によって発行の少ない夕刊をとりやめ、朝刊のみの発行とする新聞社も2000年代以降増加している。また、ユネスコの基準においては日刊紙は必ずしも毎日発行でなくともよく、週4回以上発行される新聞を日刊紙として扱っている。このほか、週刊紙、旬刊紙（月に3回）、月刊紙、季刊紙などの新聞も存在する。なお、特に注目される大事件が勃発した際には、新聞社によって号外と呼ばれる1ページ刷りの臨時新聞が発行される場合がある。

### 配布地域
配布地域では、日本の新聞は大きく全国紙、ブロック紙、地方紙の3つに分類される。全国紙は文字通りその国土全体を対象として発行されるもので、日本では読売新聞、朝日新聞、毎日新聞、日本経済新聞、産経新聞の5社が該当したが、このうち産経新聞は2020年10月に販売網を関東・近畿地方のみに縮小したため、全国紙の要件を満たさなくなった。ブロック紙は厳密には地方紙に含まれるが、その中でも複数の県にまたがる広域地方圏を対象としているものを指し、東海地方の中日新聞、北海道地方の北海道新聞、九州地方の西日本新聞の3社が該当し、また東北地方の河北新報や中国地方の中国新聞を加えることもある。地方紙はひとつの県かそれより小さな地域を対象とする新聞で、一つの県を対象とするものは県紙、それより小さな地域の新聞は地域紙と呼ぶ。第二次世界大戦の前は1,400紙を超える新聞が存在していたものの、1938年から1943年にかけて行われた新聞統制によって各社は県ごとに統合され、一つの県に一つの新聞が置かれる「一県一紙」体制が成立した。戦後にいくつかの新聞が新たに創刊されたものの、基本的にこの体制は以後も存在し続けている。
この全国紙と地方紙の区分は日本以外にも存在する。イギリスではタイムズなどのロンドンに拠点を置く全国紙と、各地域の地方紙とが併存している。これに対し、アメリカでは国土が広大なこともあって全国紙はウォールストリート・ジャーナルとUSAトゥデイの2紙にすぎず、ニューヨーク・タイムズやワシントン・ポストのような大規模なものから田舎町の零細なものまで、非常に多くの地方紙が各地方に分立している状態となっている。ただし多くの地方において2社以上の競争状態になっていることは少なく、大都市を除いては1地方に1社の新聞があるだけの状態となっている。

### 内容
発行内容に関しては、多くの新聞は特に専門を定めずニュース全般を広く取り扱う一般紙となっている。これに対し、特定の業界や分野のみに特化した新聞も存在し、これを専門紙または業界紙と呼ぶ。日本におけるスポーツ新聞はスポーツを中心に芸能やレジャーなど娯楽関連をおもに扱う新聞で、他国におけるタブロイド紙（大衆紙）に近い。このほか特殊なものとして、公営競技の競走（レース）を予想する予想紙も存在する。政党や各種団体などの機関が成員を対象に発行する機関紙も数多く発行されている。
一般紙のうち知的階層向けのものは高級紙（クオリティ・ペーパー）と呼ばれ、大衆を対象としたセンセーショナルな内容の新聞は大衆紙（ポピュラー・ペーパー）と呼ばれる。高級紙・大衆紙の区分はイギリスにおいて非常に明瞭なものとなっているが、アメリカにおいては明確な大衆紙というものは少なく、総体として落ち着いた報道内容の新聞が主流となっている。日本でもそのような区別はあまりない。高級紙は比較的発行部数が少ないが世論への影響力が強い。

### 判型
新聞は、その用紙のサイズ（判型）によってもいくつかに分類される。基本的には大型と小型の判型に二分され、大型のものにはイギリスの一般紙で広く使用されるブロードシート判 （375mm×600mm）や、日本独自の判型でほとんどの国内一般紙が採用しているブランケット判（406mm×545mm）など、いくつかの判型がある。小型の判型でもっとも多く使用されるものはタブロイド判（235×315mmまたは285×400mm）である。タブロイド判はイギリスをはじめとして大衆紙が多く採用しているため、転じて大衆紙のことをタブロイドともいう。日本でも、夕刊フジや日刊ゲンダイのような夕刊スポーツ紙はタブロイド判を採用しているところもある。このほか、この2つの中間に位置するベルリナー判（315mm×470mm）を採用する新聞社も多い。

### その他
一般的な新聞は新聞社によって商業的に有料で販売されるが、広告収入を元にした無料の新聞やフリーペーパーも数多く発行されている。学生新聞のように、小さなコミュニティ内で発行される無料紙もある（ただし学生新聞でも、東京大学新聞などは有料販売され、郵送やオンラインによる購読に対応している）。また『ビッグイシュー』のような、貧困者に支援や雇用を与えるためのストリート新聞も1990年代以降多数発行されるようになった。
また、毎日新聞社の発行する『点字毎日』は、点字で発行される週刊新聞である。

## 歴史
1480年ごろ、ヨーロッパ中央部の神聖ローマ帝国などのドイツ語圏地域で発行が始められたとする不定期刊の「Neue Zeitung」（新しい知らせ）が徐々に定期刊行となり、1605年、世界初の週刊新聞「Relation」が、帝国内のアルザス地方にあるシュトラースブルク（現在のフランスのストラスブール）でヨハン・カロルスによって創刊された。なお、シュトラースブルクで1609年に刊行された「Relation」紙が後世に保存されている。1650年、やはり帝国内のライプツィヒで世界初の日刊紙『ライプツィガー・ツァイトゥイング』（週6日）が創刊された。17世紀半ばには、ニュース本が定期的に出版されるようになった。特にイギリスでは清教徒革命や名誉革命を通じてニュース出版が発展し、日刊新聞や地方週刊新聞も出版されるようになった。18世紀には、いろいろな新聞を読み放題のコーヒーハウスが登場した。裕福な商工業者であるブルジョワジーが新聞をもとに政治議論を行い、貴族のサロンと同じように論壇を形成した。
こうして新聞が一般化した18世紀に入ると、アメリカ独立戦争やフランス革命などの市民革命が起きるようになるが、この過程で新聞は世論の形成に大きな役割を果たし、樹立された新政府においては自由権の一部として法的に言論の自由が認められるようになった。
欧米では、19世紀の産業革命による都市人口の増加や社会変化に伴い、新聞の大衆化が進んだ。アメリカでは1830年代に『ザ・サン』をはじめとするペニー・プレスと呼ばれる安価な新聞が普及した。1868年にはイギリスの『タイムズ』が巻取紙を用いる輪転機を採用。日曜新聞のような大衆新聞が成長し、印刷機の発達やロール紙の採用、広告の掲載などにより労働者階級に低価格で販売できるようになった。1884年にはオットマー・マーゲンターラーがライノタイプと呼ばれる鋳植機を発明し、これによって印刷工が1行ごとにまるごと活字を鋳造できるようになったことで新聞の印刷スピードおよびコストが改善され、より安価に新聞が発行できるようになった。1880年にはアメリカで世界初となる写真版を含む新聞が発行された。19世紀末になると、アメリカではジョーゼフ・ピューリツァー率いる『ニューヨーク・ワールド』紙のように扇情主義を重視する娯楽としての新聞と、『ニューヨーク・タイムズ』紙のように（客観性は別として）情報を伝えることに特化した新聞の二つの流れが現れた。
つまり現代の新聞の出現は産業革命以降のヨーロッパからであり、産業を支えるうえで大きな存在となった。これはのちにマスマーケティングの手法の一環としても用いられるようになり、企業の広告活動にも一役買うようになった。

日本には江戸時代には瓦版が存在し、大事件などの際に木版で摺られ発行されていた。現存する最古の瓦版は大坂の陣（1614年 - 1615年）を記事にしたものである。幕末になると新聞と名付けられたものがいくつか発行されるようになり、1862年に最初の新聞『官板バタビヤ新聞』、1870年には日本初の日刊紙である『横浜毎日新聞』が創刊された。
以後、新聞は世界各地に普及し重要なマスメディアのひとつとなってきたが、1990年代後半のインターネットの登場にともなって先進諸国では部数減が進行し、大きな質的転換を迫られることとなった。

## 語源
「新聞」という言葉は古来の日本語にはない。この語の初出は、北宋時代に編纂された唐王朝の歴史書『新唐書』だとされている。『新唐書』の「芸文志」には唐代に書かれた書物の一覧があるが、その中に「尉遅枢に、『南楚新聞』三卷あり」とある。ここでいう「新聞」とは今の日本語でいう「風聞」つまり「news」という意味であった。この定義での「新聞」は、清代にも書かれていた。例えば、乾隆帝が編纂させた『四庫全書総目提要』では、清の魏裔介の「資麈新聞」という書物を紹介している。これは現在の週刊誌のように雑説をいろいろな本から寄せ集めたもので、怪奇現象や陰陽道の話、李自成の乱や琉球王国の話などが書かれているが、虚偽の内容、現代でいういわゆる飛ばし記事が多く、『四庫全書総目提要』の編者は「編集方針がメチャクチャで間違いが百出している」と批判している。
清朝末期に欧米人が中国で「newspaper」を発刊し、現地の中国人たちもこれを真似て新聞を発刊した際、古来の「新聞」という言葉を当てて「新聞紙」と呼んだ。中国語では、21世紀現在も「新聞」をnewsの意味で使い、テレビのニュース番組などのタイトルにも使用される。なお、中国語におけるnewspaperは「報紙」である。一方、朝鮮語では「新聞」のハングル表記である「신문」が「newspaper」を意味する。
日本語には明治時代に英語の「news」に相当する訳語として、この中国語が取り入れられ、「news」を「新聞」、「newspaper」を「新聞紙」と呼ぶようになった。夏目漱石の小説の中でもnewspaperは新聞紙であり、昭和初期に書かれたものの中にも、newspaperを新聞紙と呼んでいるものがある。新聞紙条例、新聞紙法などの「新聞紙」は「newspaper」の意味である。
その後「新聞紙」を「新聞」と略すようになった。それに伴い「新聞紙」を「newspaper」の意味で使うことは減り、紙自体を指すようになった。一方、「日刊紙」「全国紙」「各紙」など、「新聞」の意味で「紙」という漢字が使われることもある。
現代英語では「newspaper」を「paper」と略すことがある（「today's paper」=「今日の新聞」など）。
新聞社の社名や紙名には公民の権利を守るという意味合いから、古代ローマの公職である護民官に由来する「トリビューン」（『シカゴ・トリビューン』など）、帝国郵便（神聖ローマ帝国）が自前の新聞を発行していたことに由来する「ポスト」（『ワシントン・ポスト』など）、社会を映す鏡という意味で「ミラー」（『デイリー・ミラー』など）といった言葉が選ばれている。

## 制作過程

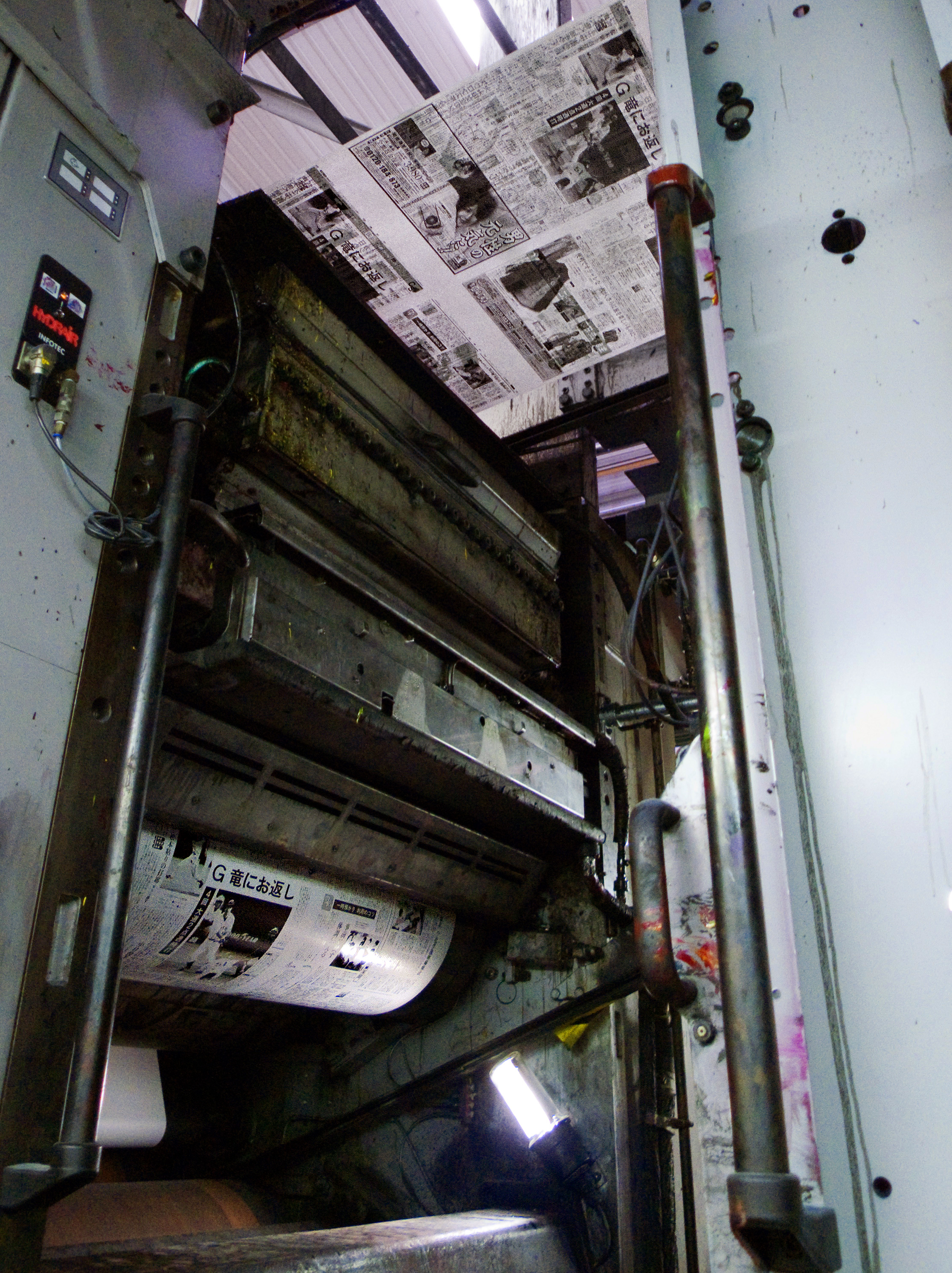
輪転印刷機による印刷の様子

新聞の制作過程は、おおむね下記のようになっている。
1. 企画・構想
2. 取材・撮影
3. 記事執筆
4. 原稿チェック
5. 校閲 - レイアウト後の場合がある。
6. レイアウト - 見出し制作・価値判断も行われる。
7. 編集・割付・組版
8. 校正
9. フィルム・刷版制作
10. 印刷
11. 梱包・発送

新聞の製作は、まず記者が取材を行い記事を書くところから始まる。その日に起こった事件を速報しニュースとする場合は直接取材・撮影を行うが、特集記事や調査報道などの場合はまず企画を立て、それに基づいて調査や取材を行う。政府や企業からはプレスリリースや記者会見が行われ新聞に情報が提供されるが、このほかに独自の取材も行われる。新聞社の編集局内には政治部、社会部、文化部、経済部などさまざまな部署が存在し、それぞれ決められた分野の取材を行い記事を作成する。こうした記者作成の自社記事のほかに、自社の取材の及ばない部分を中心に通信社から配信される記事を利用することも行われる。このほか、あるトピックに対して新聞社を代表する意見を発表する社説欄を多くの新聞が持っており、ベテラン記者からなる論説委員が交代で執筆している。
出来上がった原稿はチェックと推敲を受けたのちに編集会議にかけられ、整理部によって紙面の編集やレイアウトがなされる。その後さらに校閲が行われ、校了するとデータが印刷工場に送られる。印刷工場では輪転印刷機によって新聞紙に印字され、印刷された新聞は工場から発送されて新聞販売店やスタンドへと送られる。日本の場合、販売店から新聞配達が行われ、各家庭へと新聞が届けられることがほとんどである。

## 新聞印刷
スピードが要求される新聞印刷では一般印刷業界に先駆けて新技術が導入されたが、多色印刷には制約となり一般印刷業界よりも導入が遅れた。
1868年に『タイムズ』紙が巻取紙方式の輪転印刷機を採用して以来、新聞の印刷は大量・高速印刷が可能な輪転印刷機によって行われている。20世紀前半の新聞印刷では、活字組版から紙型を作り、鉛を鋳込んで鉛版を作り、凸版輪転機にかける方法が唯一の紙面制作方式だった。
新聞の製作・印刷過程は、20世紀後半以降技術革新によって大幅に機械化・効率化が進んだ。1980年代初頭に感光性樹脂板が開発され、1980年代後半にはCTSが導入された。日本では1970年代以降、コスト削減を目的として全国紙の新聞印刷工場の地方分散が進められた。背景には紙面電送技術の発達があり、NTTの地上デジタル専用線による伝送に始まり、更に1990年代からは通信衛星、2000年代に入るといわゆる広域イーサネットやVPNなども導入され、従来新聞社の本社社屋内（もしくは近隣）に設けざるを得なかった印刷工場の移転・多拠点化が進んだ。
2000年代に入ると高コストの印刷工場の別会社化が急速に進められ、2006年には全国紙の印刷はすべて別会社となった。また同時に、全国紙の地方紙への委託印刷も盛んに行われるようになった。記事を印字する新聞紙は、印刷と輸送の都合上、軽量かつ印刷時に途切れないほどの引っ張り強度が求められる。

## 世界の現況
新聞は世界中で発行されているものの、普及率は地域的に大きく差があり、アメリカやヨーロッパ諸国、日本といった先進諸国では普及率が高く、発展途上国ではあまり普及が進んでいなかった。しかし、2000年ごろから経済成長の続くアジア、なかでもインドや中国で新聞販売数が増加し、2007年には新聞の発行部数の1位が中国、2位がインドとなった。なかでもインドは経済成長によって新聞の販売数は増加傾向にあり、インターネットによって押されている他国の新聞業界とは対照をなしている。インドの新聞業界の特徴としては公用語である英語の他に、各地方の言語での新聞出版が非常に盛んであることで、なかでも北部インドの主要言語であるヒンディー語での新聞発行は比率・部数とも増加している。ただし、英語新聞も割合こそ減少しているものの部数自体は増加している。
アメリカやヨーロッパでは新聞の収入の8割が広告からのものとなっており、販売収入が主力となっている日本とは異なる収益構造を持っている。インターネットの普及を受けてアメリカやヨーロッパでは発行部数の漸減が続いており、なかでも減少傾向の激しいアメリカにおいては2009年に『ニューヨーク・タイムズ』が巨額の赤字を出し、本社社屋の売却などのリストラを進めているほか、2009年にはボストンの『クリスチャン・サイエンス・モニター』紙が日刊紙の発行を取りやめオンライン専業へと移行するなど、新聞社の規模縮小や廃業が相次ぐようになっている。ヨーロッパにおいては無料紙が急伸し、2007年には欧州の日刊紙の総発行部数の23%を占めるまでになった。

## 日本の新聞
日本では新聞購読率が高く、新聞販売店による新聞の戸別宅配制度が他国に類をみないほど発達している。新聞は日本においてその文化的な役割が重要視され、新聞社については株主を制限できる法律が制定されており、また再販制度によって価格の保護がなされたり、2019年からの消費税率10%引き上げに対し定期購読新聞に関しては軽減税率を適用し8%に据え置くなど、さまざまな保護政策が行われてきた。こうしたことから日本の新聞発行部数は人口に比して非常に多く、率としても北欧諸国と並ぶ世界有数の高普及率を誇ってきた。新聞社の収入に関しても、平均で販売収入が52.7%、広告収入が30.8%（2006年）となっており、広告収入より販売収入の方がやや主となっている。
また、日本の特徴として、クロスオーナーシップ制度による新聞社のテレビ・ラジオ局支配がある。首都圏を放送地域とする東京所在の在京テレビジョン放送局をキー局とする5つの全国ニュースネットワークは、濃淡の差こそあれ、例外なく大手新聞社との協力関係を持ち、世論調査などでの合同取材を行っている。大都市圏以外で多く見られる、一つの県における地域新聞社として圧倒的な発行部数を持つ「県紙」もほぼ例外なく、当該県を放送エリアとするテレビ・ラジオ局を所有するほか、自社以外の県域テレビ局にもニュースを配信することで影響力を維持している。これらの協力関係は株式所有を伴うことも多く、相対的に経営状況が厳しい新聞社にとってはテレビ局の収益に伴い発生する株式配当や含み資産の増大が経営を支えている。
しかし、2000年代のインターネット普及とインターネットメディアの発達により、若年層のみならず中高年層も含め（世界的な傾向として）新聞離れが進行している。総発行部は、1997年の5,377万部をピークに2024年には2,661万部に、広告費も1990年の13,592億円から2021年の3,815億円に減少していて、その経営環境は厳しさを増している。また、読者が新聞を読む時間も1995年から2010年にかけての調査では減少傾向にある。各新聞社は記事のネット配信に力を入れつつあり、日本経済新聞の日経電子版のように一定の会員数を確保しているメディアも存在しているが、全体として成功しているとは言いがたい。一部にフリーペーパーに注目する向きもあるが、収益のほとんどを広告収入に依存するフリーペーパーの経営は苦しいところが多く、21世紀になってから廃刊が相次いでおり、新聞に代わる主要メディアとしての地位を得ることは難しいと言われている。

## オンライン新聞
インターネット黎明期の1993年にはすでに新聞社がホームページを開設してニュースを配信することが行われ始め、1995年には日本でもオンライン新聞の発行が開始された。以後、世界の大新聞社のほとんどがウェブ上でのニュース配信を開始し、ニュースサイトのひとつとしてオンライン上の新聞は成長を遂げた。また、アメリカの報道大手により携帯型端末iPad専用の有料新聞も発刊されることになった。一部の欧米の新聞社はオンライン新聞の普及に伴い、記事を公開するタイミングについて紙媒体よりもウェブ媒体を優先させるウェブ・ファーストと呼ばれる方針を打ち出し始めた。
オンライン新聞は無料のものも多いが、収入につなげるために新聞社が有料会員を募って記事を配信する有料化も進んできており、2015年には日本の全国紙5紙すべてで有料オンライン版の発行が開始された。
ウィキニュースもオンライン新聞のひとつとされる。大新聞社の発行するもののほかに、インターネット上の市民ジャーナリズムのひとつとしてオンライン新聞に期待する向きもあり、実際にJANJANなどいくつかのメディアが創刊されたものの利用が伸びず、2010年ごろには日本ではほとんどの市民メディアが閉鎖に追い込まれた。

## 発行部数の順位
以下のデータは、世界新聞協会の「World Press Trends 2019」に準拠した有料新聞各紙の発行部数の上位9紙である。
| 新聞                   | 国     | 言語           | 部数（1000部） |
| ---------------------- | ------ | -------------- | -------------- |
| 読売新聞               | 日本   | 日本語         | 8,115          |
| 朝日新聞               | 日本   | 日本語         | 5,604          |
| Dainik Bhaskar         | インド | ヒンディー語   | 4,321          |
| 参考消息               | 中国   | 中国語         | 3,749          |
| ダイニック・ジャグラン | インド | ヒンディー語   | 3,410          |
| 人民日報               | 中国   | 中国語         | 3,180          |
| 毎日新聞               | 日本   | 日本語         | 2,452          |
| Malayala Manorama      | インド | マラヤーラム語 | 2,370          |
| 日本経済新聞           | 日本   | 日本語         | 2,347          |

## その他
- 図書館などの公共施設で新聞が閲覧に供される場合にはクリップホルダー（長い綴じ具）に挟んで「新聞架」と呼ばれる専用ラックに載せることが多い。
- 新聞の創刊号からの通算の号数（あるいは創刊年からの通算年数）を「紙齢（しれい）」という。
- 和文通話表で、「し」を送る際に「新聞のシ」という。
- 東宝特撮映画では怪獣襲撃や怪事件のとき「毎朝新聞」など架空の新聞名に現実の事件を織り混ぜながらその事件をトップ記事にした架空の新聞を印刷した。なべやかんを初め特撮ファンは収集している。
- 河内音頭で時事ネタを扱った唄である『新聞詠み』の新聞は「しんもん」と読む。
- 無線通信が実用化されるとクルーズ客船では陸上から受信したニュースを纏めた「船内新聞」が発行されることもあった。日本では初めて陸上と交信可能になった天洋丸において日本の出来事を新聞形式で乗客に知らせていた。

## ギャラリー

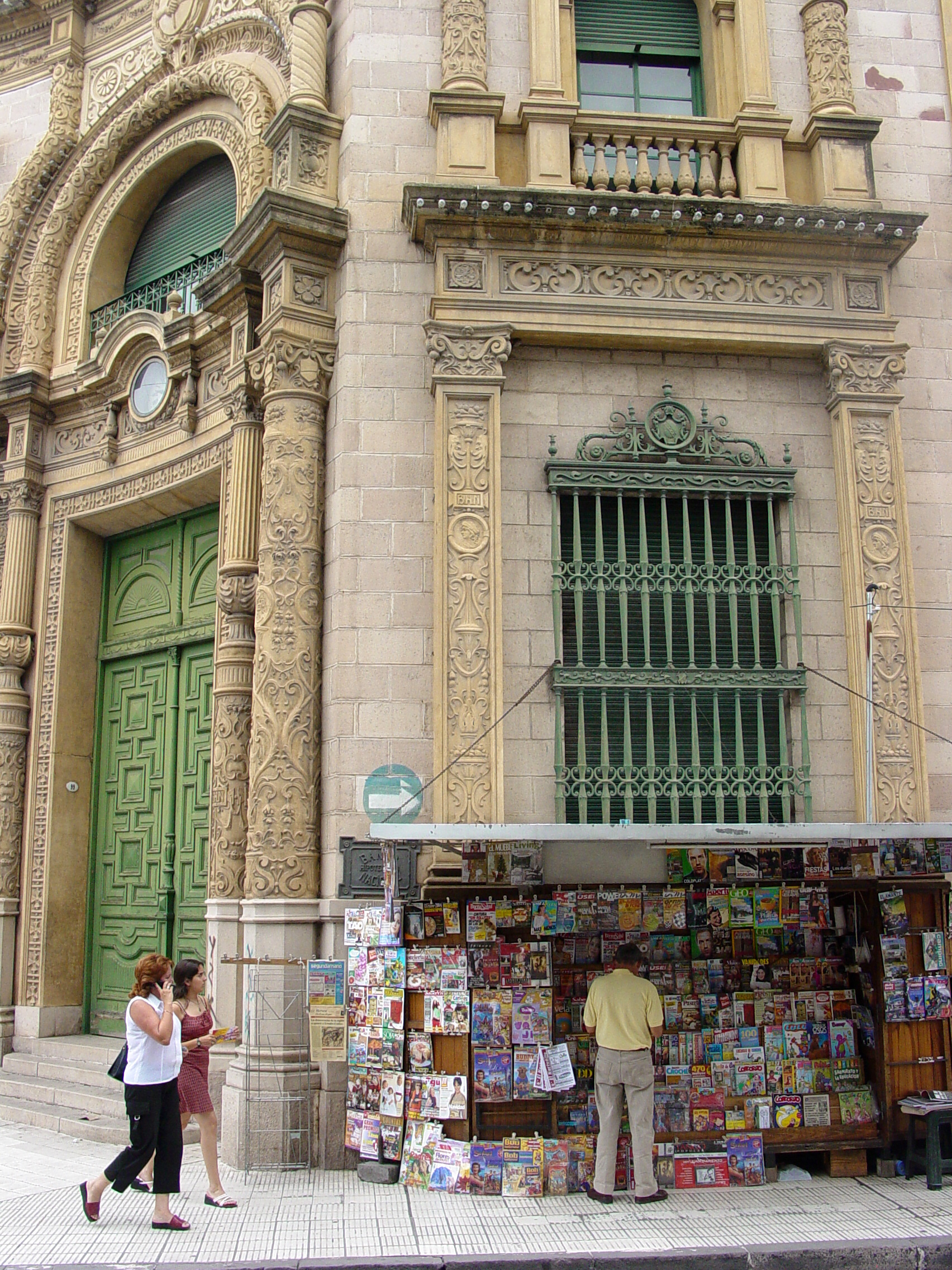
売店販売
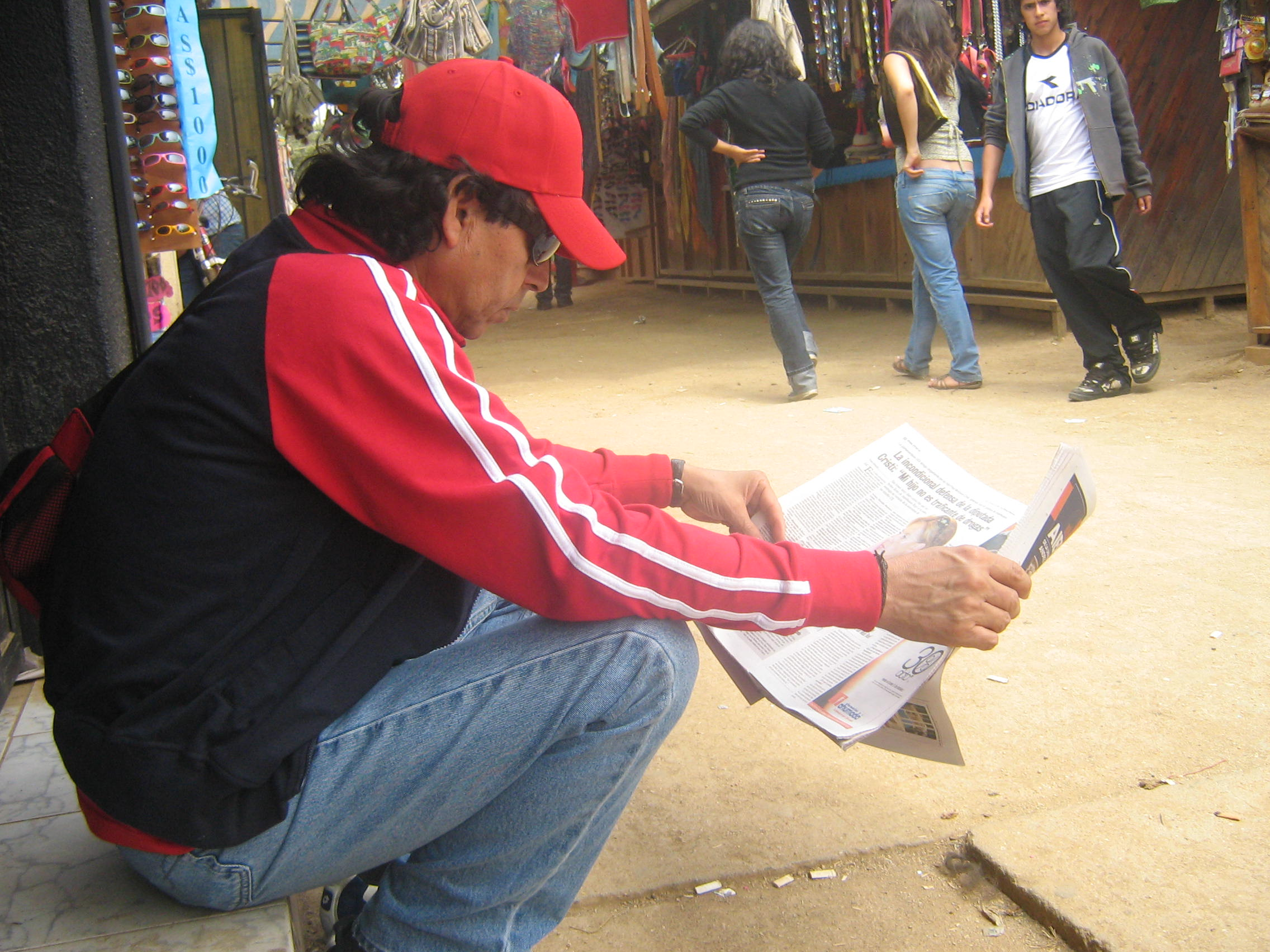
現代文明社会では、多くの人々にとって安価で多様な情報を入手するための有力な手段である
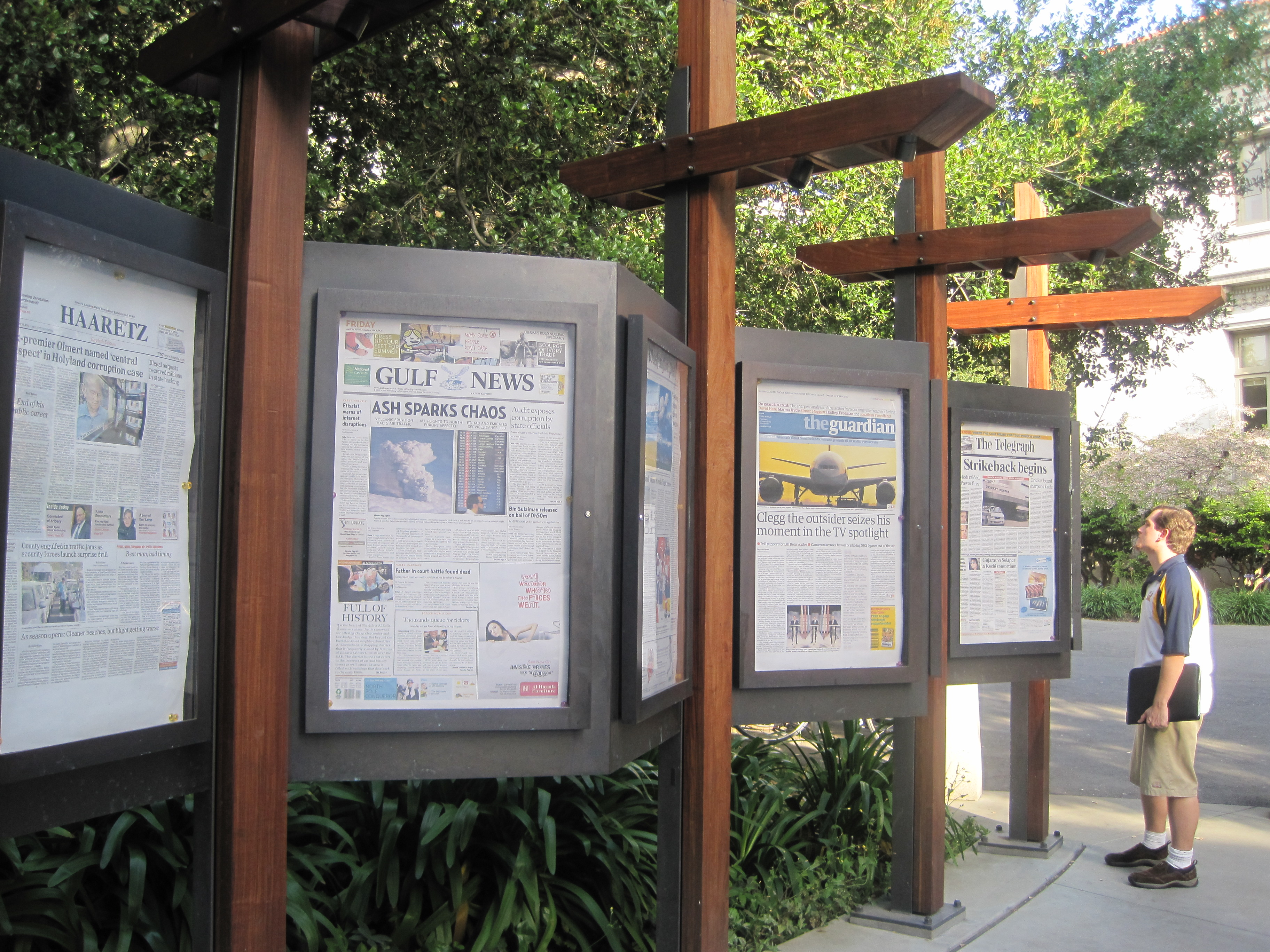
大学図書館前に掲出される新聞
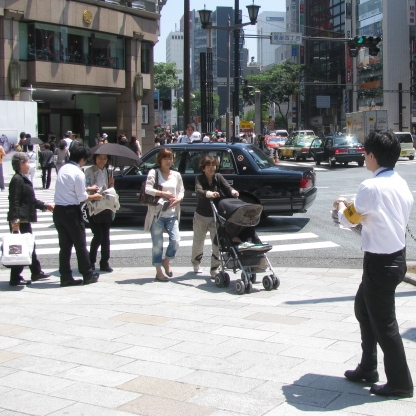
市中で「号外」を配布している様子
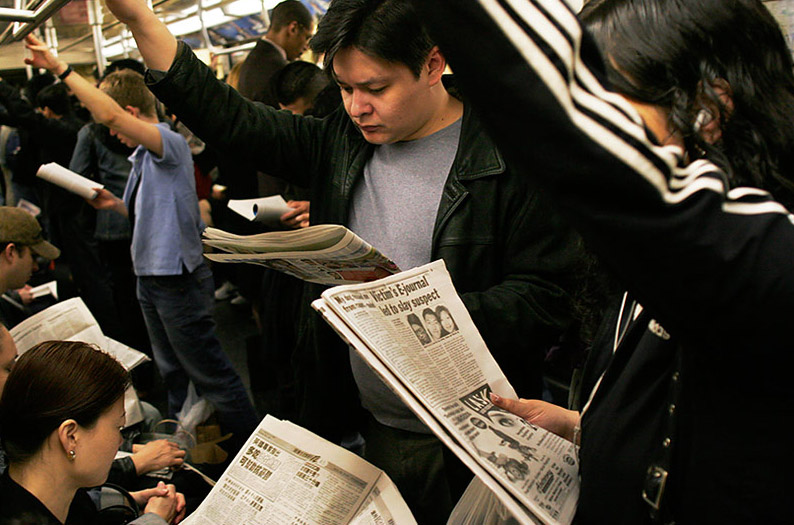
列車内で読んでいる様子
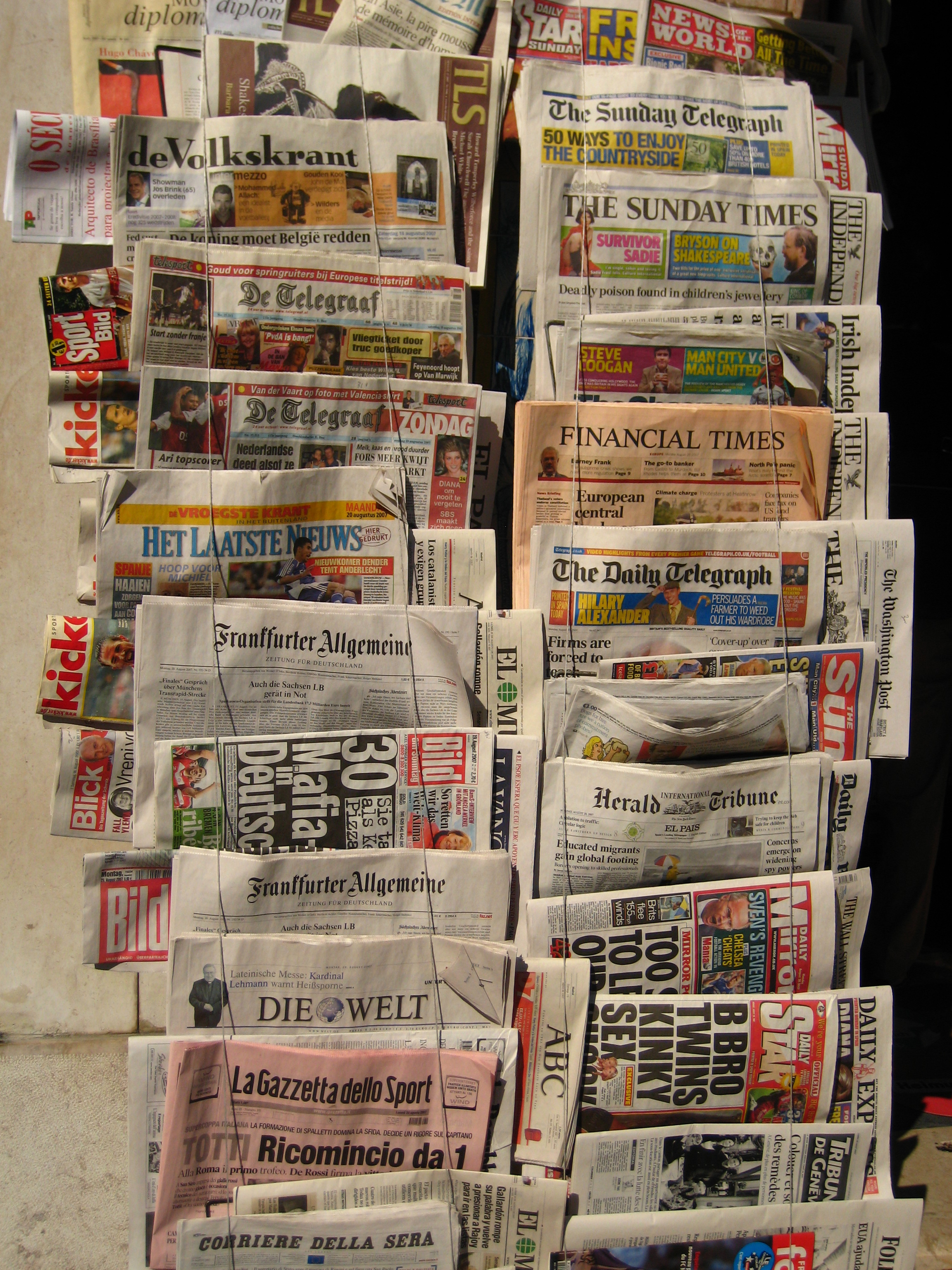
さまざまな新聞（リスボン）